# 21557 Daniellitt
21557 Daniellitt (1998 QE73) là một tiểu hành tinh vành đai chính được phát hiện ngày 24 tháng 8 năm 1998, bởi nhóm nghiên cứu tiểu hành tinh gần Trái Đất phòng thí nghiệm Lincoln ở Socorro.